# 높은 위도에 확산된 분자운
1984년 IRAS에서 새로운 종류의 분산된 분자운을 발견했다. 이것들은 높은 위도에 확산된 분자운 이라고 하는데, 분산된 필라멘트의 구름으로 은하 위도의 높은 곳에서 주로 발견된다. 이 구름들은 보통 1 입방 센티미터 당 30개 정도의 밀도를 가진다.

## 같이 보기
- 거대 분자운
- 분자운